# スカニヤー
スカニヤー（Sukanya, 梵: सुकन्‍या）は、インド神話に登場する女性。シャリヤーティ王の娘で、チヤヴァナ仙の妻、プラマティの母。
スカニヤーは父王の行幸に同行したとき、湖のそばにある土の塚に乗って遊んだことがあった。この塚には穴があり、その奥が光ったので、スカニヤーは棒で穴を突いた。ところがこの塚は、チヤヴァナ仙が長年その場所で不動の苦行を続けた間に土が降り積もリ、蟻が巣を作ってできたものであり、スカニヤーが棒で突いたものは彼の眼であったので、彼は失明してしまった。王はチヤヴァナに許しを請うために、娘を妻として与えた。チヤヴァナは高齢であったが、スカニヤーは彼を深く愛し、献身的な良き妻となった。
あるときスカニヤーが森で水浴をしていると、アシュヴィン双神がその様子を目撃し、スカニヤーの肢体の美しさにすっかり魅了されてしまった。そこでアシュヴィン双神は彼女に愛を告げた。しかしスカニヤーは、自分はすでにチヤヴァナの妻であることを述べた。驚いた双神はスカニヤーの輝くばかりの美しさを褒め称え、あなたのような若々しい女性が老い先短い老人の妻となって、その若さを浪費することはないと述べ、自分たちのいずれかを夫とするよう迫った。しかしスカニヤーは心を動かされるどころか、双神を拒絶した。そこで双神は1つの策略を仕掛けて、次のように提案した。チヤヴァナを若返らせてあげよう、しかしその後であなたは再び我々3者の中から誰を夫とするか選ばなければならない、と。スカニヤーとチヤヴァナは相談して、この提案に従ことにした。しかし次に起こったことは彼らを全く困惑させた。アシュヴィン双神がチヤヴァナを泉に浸すと、彼の肉体は若さを取り戻し、失明した両目も光を取り戻した。ところが、泉から上がってきた双神と夫は、姿形、服装、装身具にいたるまでそっくりであり、スカニヤーにはどれが夫なのか見分けがつかなかったのである。彼女はこの中からチヤヴァナと思う者を選ばなければならなくなった。しかし彼女が直感で選んだのは見事にチヤヴァナその人であった。
この話は『マハーバーラタ』第3巻に述べられているが、スカニヤーと同じ災難、つまり神々が、意中の男性がいる美女を法的に正当な手段で奪うために、その男と同じ姿に化けてだまそうとするのは、同じく『マハーバーラタ』第3巻に挿入されている『ナラ王物語』のヒロインであるダマヤンティーにも振りかかっている。